# Nico Ihle
Nico Ihle (* 2. Dezember 1985 in Karl-Marx-Stadt) ist ein ehemaliger deutscher Eisschnellläufer, der sich auf die Sprintstrecken spezialisiert hatte.

## Werdegang
Nico Ihle startet für die Chemnitzer Skatergemeinschaft, wo er zunächst von Henry Taube, später durch Heiko Walther und seit 2005 von Klaus Ebert trainiert wird. Sein Weltcupdebüt gab Ihle 2005/06 bei einem Weltcup in Salt Lake City. Bei den Rennen zur Deutschen Meisterschaft 2006 wurde er Dritter auf der 500-Meter-Strecke. 2007 wurde er Vizemeister über 100 Meter und Dritter im Sprintvierkampf. Sieben Mal war er Deutscher Juniorenmeister.
Bei den Sprintweltmeisterschaften 2008 landete Ihle mit Platz 25 im Mittelfeld. Die Saison 2008/09 begann mit den deutschen Einzelstrecken-Meisterschaften in Berlin, wo er Bronze über 1000 Meter und seinen ersten nationalen Titel über 500 Meter holte.
Im letzten Weltcup-Rennen in der Saison 2009/10 vor den Olympischen Spielen 2010 in Vancouver konnte sich Ihle in Salt Lake City mit deutschem Rekord über 1000 Meter für die Olympischen Spiele mit Platz sieben qualifizieren. Bei seiner ersten Olympiateilnahme in Vancouver erreichte er über die 500 m einen respektablen 18. Platz.
Seinen internationalen Durchbruch schaffte Ihle in der Saison 2010/2011 mit zahlreichen Top-Ten-Platzierungen über 500 und 1000 Meter, die beste davon war ein vierter Platz am 29. Januar 2011 beim Weltcup in Moskau.
Bei der Sprint-Weltmeisterschaft am 26./27. Januar 2013 in Salt Lake City holte er sich mit 34,87 s den mittlerweile verlorenen deutschen Rekord von seinem Bruder wieder zurück, und verbesserte ihn einen Tag später nochmal deutlich auf 34,64 s. In der Gesamtwertung kam er auf den zehnten Platz. Dabei übertraf er mit 137,945 seinen eigenen nationalen Punkterekord. Am 2. März 2013 belegte er beim 1000-Meter-Rennen in Erfurt den dritten Platz und erreichte erstmals im Weltcup einen Podiumsplatz.
Bei den Olympischen Winterspielen 2014 in Sotschi belegte Ihle über 500 m den achten Platz und sorgte somit für das beste Olympia-Ergebnis eines deutschen Teilnehmers in dieser Disziplin seit 1992. Über 1000 m erreichte Ihle sogar Platz vier und verfehlte den Bronzerang nur um 0,12 Sekunden. Am 8. und 9. März 2014 gelangen Ihle in Inzell mit dem dritten und zweiten Rang über 500 m zwei Podestplatzierungen im Weltcup.
Am 6. Dezember 2014 gewann Ihle in Berlin über 1000 m sein erstes Weltcuprennen vor Samuel Schwarz. Zuletzt hatte es in der Saison 1989/90 einen deutschen Doppelsieg gegeben. Bei der Sprintweltmeisterschaft 2015 in Astana lag Ihle nach dem ersten Tag auf dem Bronzerang, wurde aber am zweiten Tag wegen eines Fehlstarts beim 500-Meter-Rennen disqualifiziert. Am 20. November 2016 gewann Ihle über 500 m in Nagano sein zweites, und am 27. Januar 2017 über 500 m in Berlin sein drittes Weltcuprennen.
Bei der Einzelstrecken-Weltmeisterschaft 2017 auf der Olympiabahn von 2018 in Gangneung, holte sich Ihle über 500 m die erste WM-Medaille eines deutschen Eisschnellläufers seit Bestehen der Einzelstrecken-WM.
Ihle war Sportsoldat der Bundeswehr-Sportfördergruppe im sächsischen Frankenberg. Sein Bruder Denny Ihle war ebenfalls Eisschnellläufer. Im März 2023 beendete Ihle seine sportliche Karriere.

## Ehrungen
2014 und 2017 wurde Nico Ihle mit dem Chemmy als Sportler des Jahres von Chemnitz ausgezeichnet. Während der Ehrung im April 2018 wurde er zudem mit einem Eintrag in das Goldene Buch der Stadt geehrt. 2018 wurde er vom Chemnitzer Publikum zum „Sportler der Herzen“ gewählt.

## Weltcup-Platzierungen
| Platzierung | 500 m | 1000 m | Team- sprint | Gesamt |
| ----------- | ----- | ------ | ------------ | ------ |
| 1. Platz    | 2     | 1      | –            | 3      |
| 2. Platz    | 2     | –      | 1            | 3      |
| 3. Platz    | 3     | 4      | 1            | 8      |
| Top 10      | 29    | 30     | 5            | 64     |

(Stand: 1. Februar 2018)